# 李咏
李咏（1968年5月3日—2018年10月25日），祖籍陕西咸阳三原县，生于新疆乌鲁木齐，中國共產黨黨員，曾為央視主持人，主持节目有《幸运52》、《非常6+1》、《梦想中国》、《咏乐汇》等，亦有主持中国中央电视台春节联欢晚会，2013年辞职之后人事关系转到中国传媒大学，2016年以來主持浙江衛視《中國新歌聲》、《熟悉的味道》。其妻子为2012年、2013年和2015年的春晚导演哈文。

## 生平
1968年5月3日，李咏生于新疆乌鲁木齐。1987年，考入北京广播学院（中国传媒大学前身）播音系。1991年，李咏大学快毕业时被分配到中国中央电视台对外部实习，后经学校推荐进入央视招收播音员的面试，并最终通过面试进入央视。
入职央视后，李咏本应参加新职工军训，但恰好西藏电视台向央视急借一名男播音员，李咏直接被借调到拉萨，半年后被调回央视。回到央视后，李咏最初担任编导，1993年改任记者。1995年主持央视四套对台节目《天涯共此时》，1996年任专题片编导，并担任纪录片《香港沧桑》的解说。
1998年，开始出任综艺节目主持人，同年开始主持“幸运52”，成为娱乐游戏节目主持人。2003年，担任《非常6+1》节目主持。2004年，担任《梦想中国》总设计师。2008年，《幸运52》停播。主持同年开播的谈话节目《咏乐汇》。2009年，出版自传《咏远有李》。
2013年3月初，离开央视，到母校中国传媒大学任全职教师。2013年，加入中国语言竞技真人秀节目《超级演说家》。
2014年，李咏不再主持央视春晚，与妻子和女儿回家乡新疆过年。
2016年任《中國新歌聲》第一季节目主持人，但是他录完第14期之後，宣布离开中国新歌声。《2016超級女聲》與李莎旻子搭檔主持全國總決賽第三場與第五場。
2017年，李咏不再担任《中國新歌聲》第二季节目主持人。
2018年10月25日凌晨5点20分，因癌症医治无效在纽约去世，其妻哈文于10月29日在微博发布了讣告，追悼会于美国时间28日在纽约Frank E. Campbell殡仪馆举行。

## 信仰
2005年9月16日，李咏接受《三联生活周刊》专访时，称自己是“中共党员、国家干部”。2009年《武汉晚报》的报道中，他称因自己是穆斯林而为女儿起名法图麦。报道中，他亦提及自己饮酒（二锅头）。未遵守伊斯兰教的禁酒令。一直以来，中国共产党要求党员不得信仰宗教，不得参加宗教活动。

## 家庭
李咏的父亲李堡是陕西咸阳三原人，十几岁时参加新疆生产建设兵团，并从此在新疆定居。李咏父母共有三个孩子，李咏还有两个姐姐。
李咏妻子哈文，回族，曾担任中国中央电视台春节联欢晚会导演。两人是大学时的同班同学，于1988年1月相恋，1992年结婚。两人婚后曾打算“丁克”不要孩子，但后来生育了一个女儿。
李咏女儿法图麦·李出生于2002年，乳名豆豆，法图麦随母亲哈文为回族，名字来自于穆斯林经名，是法蒂玛的异译。

## 演出作品

### 电影
- 2013年：《私人订制》

## 獎項
- 2013年第10屆华鼎奖中國最佳男主持